# Kiwi (pessoas)

Insígnia da Força Aérea da Nova Zelândia

Kiwi é o apelido usado internacionalmente para se referir ao povo da Nova Zelândia. Este termo também é comumente usado por eles mesmos. O nome deriva de uma ave sem asas, também chamada de Kiwi, do gênero Apteryx e nativa do arquipélago.

## História
Os primeiros amplamente conhecidos como os Kiwis da Nova Zelândia foram os militares. O pássaro é o símbolo de todos os regimentos do país, incluindo aqueles que participaram da Segunda Guerra dos Bôeres e aqueles que lutaram ao lado do exército australiano na Segunda Guerra Mundial. Após a guerra, o termo se espalhou e gradualmente passou a ser atribuído a toda a população.